# دانيال أ. جونسون
دانيال أ. جونسون (بالإنجليزية: Daniel A. Johnson)‏ هو دبلوماسي أمريكي، ولد في 2 سبتمبر 1942.